# Gunniopsis glabra
Gunniopsis glabra là một loài thực vật có hoa trong họ Phiên hạnh. Loài này được (Lehm. ex Ewart) C.A.Gardner mô tả khoa học đầu tiên năm 1930.